# Dilleniidae
Dilleniidae, biljni podrazred dvosupnica u Tahtadžjanovom i Cronquistovom sustavu. Opisao ga je Takht., 1966.. Robert F. Thorne. 1992. od redova Dilleniales, Ericales, Fouquieriales, Styracales, Primulales i Polygonales napravio je nadred Dillenianae.
Opisao ga je Takht., 1966

## Tahtadžjanov sustav
- Razred Magnoliopsida
  - Podrazred Dilleniidae
    - Nadred Dillenianae
      - Red Dilleniales
        - Porodica Dilleniaceae

    - Nadred Theanae
      - Red Paracryphiales
        - Porodica Paracryphiaceae

      - Red Theales
        - Porodica Stachyuraceae
        - Porodica Theaceae
        - Porodica Asteropeiaceae
        - Porodica Pentaphylacaceae
        - Porodica Tetrameristaceae
        - Porodica Oncothecaceae
        - Porodica Marcgraviaceae
        - Porodica Caryocaraceae
        - Porodica Pellicieraceae

      - Red Hypericales
        - Porodica Bonnetiaceae
        - Porodica Clusiaceae
        - Porodica Hypericaceae

      - Red Physenales
        - Porodica Physenaceae

      - Red Medusagynales
        - Porodica Medusagynaceae

      - Red Ochnales
        - Porodica Strasburgeriaceae
        - Porodica Ochnaceae
        - Porodica Sauvagesiaceae
        - Porodica Lophiraceae
        - Porodica Quiinaceae
        - Porodica Scytopetalaceae

      - Red Elatinales
        - Porodica Elatinaceae

      - Red Ancistrocladales
        - Porodica Ancistrocladaceae

      - Red Dioncophyllales
        - Porodica Dioncophyllaceae

      - Red Lecythidales
        - Porodica Barringtoniaceae
        - Porodica Lecythidaceae
        - Porodica Napoleonaeaceae
        - Porodica Foetidiaceae
        - Porodica Asteranthaceae

    - Nadred Sarracenianae
      - Red Sarraceniales
        - Porodica Sarraceniaceae

    - Nadred Nepenthanae
      - Red Nepenthales
        - Porodica Nepenthaceae

      - Red Droserales
        - Porodica Droseraceae

    - Nadred Ericanae
      - Red Actinidiales
        - Porodica Actinidiaceae

      - Red Ericales
        - Porodica Clethraceae
        - Porodica Cyrillaceae
        - Porodica Ericaceae
        - Porodica Epacridaceae
        - Porodica Empetraceae

      - Red Diapensiales
        - Porodica Diapensiaceae

      - Red Bruniales
        - Porodica Bruniaceae
        - Porodica Grubbiaceae

      - Red Geissolomatales
        - Porodica Geissolomataceae

      - Red Fouquieriales
        - Porodica Fouquieriaceae

    - Nadred Primulanae
      - Red Styracales
        - Porodica Styracaceae
        - Porodica Symplocaceae
        - Porodica Ebenaceae
        - Porodica Lissocarpaceae

      - Red Sapotales
        - Porodica Sapotaceae

      - Red Myrsinales
        - Porodica Myrsinaceae
        - Porodica Theophrastaceae

      - Red Primulales
        - Porodica Primulaceae

    - Nadred Violanae
      - Red Violales
        - Porodica Berberidopsidaceae
        - Porodica Aphloiaceae
        - Porodica Bembiciaceae
        - Porodica Flacourtiaceae
        - Porodica Lacistemataceae
        - Porodica Peridiscaceae
        - Porodica Violaceae
        - Porodica Dipentodontaceae
        - Porodica Scyphostegiaceae

      - Red Passiflorales
        - Porodica Passifloraceae
        - Porodica Turneraceae
        - Porodica Malesherbiaceae
        - Porodica Achariaceae

      - Red Caricales
        - Porodica Caricaceae

      - Red Salicales
        - Porodica Salicaceae

      - Red Tamaricales
        - Porodica Reaurmuriaceae
        - Porodica Tamaricaceae
        - Porodica Frankeniaceae

      - Red Cucurbitales
        - Porodica Cucurbitaceae

      - Red Begoniales
        - Porodica Datiscaceae
        - Porodica Tetramelaceae
        - Porodica Begoniaceae

      - Red Capparales
        - Porodica Capparaceae
        - Porodica Pentadiplandraceae
        - Porodica Koeberliniaceae
        - Porodica Brassicaceae
        - Porodica Tovariaceae
        - Porodica Resedaceae

      - Red Moringales
        - Porodica Moringaceae

      - Red Batales
        - Porodica Bataceae

    - Nadred Malvanae
      - Red Cistales
        - Porodica Bixaceae
        - Porodica Cochlospermaceae
        - Porodica Cistaceae

      - Red Elaeocarpales
        - Porodica Elaeocarpaceae

      - Red Malvales
        - Porodica Tiliaceae
        - Porodica Dirachmaceae
        - Porodica Monotaceae
        - Porodica Dipterocarpaceae
        - Porodica Sarcolaenaceae
        - Porodica Plagiopteraceae
        - Porodica Huaceae
        - Porodica Sterculiaceae
        - Porodica Diegodendraceae
        - Porodica Sphaerosepalaceae
        - Porodica Bombacaceae
        - Porodica Malvaceae

    - Nadred Urticanae
      - Red Urticales
        - Porodica Ulmaceae
        - Porodica Moraceae
        - Porodica Cannabaceae
        - Porodica Cecropiaceae
        - Porodica Urticaceae

    - Nadred Euphorbianae
      - Red Euphorbiales
        - Porodica Euphorbiaceae
        - Porodica Pandaceae
        - Porodica Aextoxicaceae
        - Porodica Dichapetalaceae

      - Red Thymelaeales
        - Porodica Gonystylaceae
        - Porodica Thymelaeaceae

Izvori

## Cronquistov sustav, 1981
- Plantae
  - Magnoliophyta
    - Magnoliopsida
      - Podrazred Dilleniidae Takht., 1966
        - Red Batales Skottsberg, 1940
          - Porodica Bataceae Martius ex Meissner, 1842
            - Rod Batis P.Browne

          - Porodica Gyrostemonaceae Endl., 1841
            - Rod Codonocarpus A.Cunn. ex Endl.
            - Rod Cypselocarpus F.Muell.
            - Rod Gyrostemon Desf.
            - Rod Tersonia Moq.
            - Rod Didymotheca Hook.f.

        - Red Capparales Hutch., 1926
          - Porodica Brassicaceae Burnett, 1835
            - Rod Arabis L.
            - Rod Lepidium L.
            - Rod Alyssum L.
            - Rod Draba L.
            - Rod Cardamine L.
            - Rod Armoracia P.Gaertn., B.Mey. & Scherb.
            - Rod Brassica L.
            - Rod Capsella Medik.
            - Rod Lunaria Hill
            - Rod Hesperis L.
            - Rod Nasturtium R.Br.
            - Rod Lobularia Desv.
            - Rod Dentaria L.
            - Rod Lesquerella S.Watson
            - Rod Subularia L.
            - Rod Raphanus L.
            - Rod Cheiranthus L.
            - Rod Iberis L.
            - Rod Heliophila Burm.f. ex L.
            - Rod Megacarpaea DC.
            - Rod Stanleya Nutt.

          - Porodica Capparaceae Juss., 1789
            - Rod Capparis L.
            - Rod Cleome L.
            - Rod Koeberlinia Zucc.

          - Porodica Moringaceae Dumort., 1829
            - Rod Moringa Adans.

          - Porodica Resedaceae S. F. Gray, 1821
            - Rod Caylusea A.St.-Hil.
            - Rod Sesamoides Ortega
            - Rod Reseda L.

          - Porodica Tovariaceae Pax, 1891
            - Rod Tovaria Ruiz & Pav.

        - Red Diapensiales Engler & Gilg, 1924
          - Porodica Diapensiaceae Lindl., 1836
            - Rod Diapensia L.
            - Rod Galax Sims
            - Rod Shortia Torr. & A.Gray
            - Rod Pyxidanthera Michx.

        - Red Dilleniales Hutch., 1926
          - Porodica Dilleniaceae Salisbury, 1807
            - Rod Dillenia L.
            - Rod Acrotrema Jack
            - Rod Hibbertia Andrews

          - Porodica Paeoniaceae Rudolphi, 1830
            - Rod Paeonia L.

        - Red Ebenales Engler, 1892
          - Porodica Ebenaceae Gürke, 1891
            - Rod Diospyros L.
            - Rod Euclea L.
            - Rod Royena L.
            - Rod Tetraclis Hiern
            - Rod Rhaphidanthe Hiern ex Gurke

          - Porodica Lissocarpaceae Gilg, 1924
            - Rod Lissocarpa Benth.

          - Porodica Sapotaceae Juss., 1789
            - Rod Ecclinusa Mart.
            - Rod Sideroxylon L.
            - Rod Chrysophyllum L.
            - Rod Diploon Cronquist
            - Rod Sarcosperma Hook.f.
            - Rod Manilkara Adans.
            - Rod Pouteria Aubl.
            - Rod Mimusops L.
            - Rod Planchonella Tiegh.
            - Rod Madhuca Ham. ex J.F.Gmel.
            - Rod Dipholis A.DC.
            - Rod Palaquium Blanco

          - Porodica Styracaceae Dumort., 1829
            - Rod Halesia P.Browne
            - Rod Bruinsmia Boerl. & Koord.
            - Rod Parastyrax W.W.Sm.
            - Rod Styrax L.
            - Rod Pamphilia Mart. ex A.DC.

          - Porodica Symplocaceae Desfontaines, 1820
            - Rod Symplocos Jacq.

        - Red Ericales Lindl., 1833
          - Porodica Clethraceae Klotzsch, 1851
            - Rod Clethra L.

          - Porodica Cyrillaceae Endl., 1841
            - Rod Cliftonia Banks ex C.F.Gaertn.
            - Rod Cyrilla Garden ex L.
            - Rod Purdiaea Planch.

          - Porodica Empetraceae S. F. Gray, 1821
            - Rod Empetrum L.
            - Rod Corema D. Don
            - Rod Ceratiola Michx.

          - Porodica Epacridaceae R. Br., 1810
            - Rod Dracophyllum Labill.
            - Rod Epacris Cav.
            - Rod Wittsteinia F.Muell.
            - Rod Styphelia Sm.
            - Rod Leucopogon R.Br.
            - Rod Sprengelia Sm.
            - Rod Richea R.Br.
            - Rod Prionotes R.Br.

          - Porodica Ericaceae Juss., 1789
            - Rod Pieris D.Don
            - Rod Erica L.
            - Rod Epigaea L.
            - Rod Enkianthus Lour.
            - Rod Vaccinium L.
            - Rod Chamaedaphne Moench
            - Rod Calluna Salisb.
            - Rod Gaultheria Kalm ex L.
            - Rod Arbutus L.
            - Rod Arctostaphylos Adans.
            - Rod Rhododendron L.
            - Rod Cavendishia Lindl.
            - Rod Leucothoe D.Don
            - Rod Ledum L.
            - Rod Kalmia L.
            - Rod Scyphogyne Decne.
            - Rod Oxydendrum DC.

          - Porodica Grubbiaceae Endl., 1839
            - Rod Grubbia Bergius

          - Porodica Monotropaceae Nuttall, 1818
            - Rod Allotropa Torr. & A.Gray
            - Rod Sarcodes Torr.
            - Rod Monotropa L.

          - Porodica Pyrolaceae Dumort., 1829
            - Rod Chimaphila Pursh
            - Rod Pyrola L.
            - Rod Moneses Salisb. ex Gray
            - Rod Orthilia Raf.

        - Red Lecythidales Cronquist, 1957
          - Porodica Lecythidaceae Poiteau, 1825
            - Rod Asteranthos Desf.
            - Rod Barringtonia J.R.Forst. & G.Forst.
            - Rod Gustavia L.
            - Rod Eschweilera Mart. ex DC.
            - Rod Couroupita Aubl.
            - Rod Bertholletia Bonpl.
            - Rod Napoleonaea P.Beauv.
            - Rod Lecythis Loefl.

        - Red Malvales Lindl., 1833
          - Porodica Bombacaceae Kunth, 1822
            - Rod Ceiba Mill.
            - Rod Adansonia L.
            - Rod Bombax L.
            - Rod Durio Adans.
            - Rod Ochroma Sw.

          - Porodica Elaeocarpaceae DC., 1824
            - Rod Elaeocarpus L.
            - Rod Sloanea L.

          - Porodica Malvaceae Juss., 1789
            - Rod Alcea L.
            - Rod Gossypium L.
            - Rod Abelmoschus Medik.
            - Rod Abutilon Mill.
            - Rod Althaea L.
            - Rod Hibiscus L.
            - Rod Sida L.
            - Rod Pavonia Cav.
            - Rod Malva L.

          - Porodica Sterculiaceae Bartling, 1830
            - Rod Dombeya Cav.
            - Rod Cola Schott & Endl.
            - Rod Fremontia Torr.
            - Rod Sterculia L.
            - Rod Theobroma L.

          - Porodica Tiliaceae Juss., 1789
            - Rod Goethalsia Pittier
            - Rod Corchorus L.
            - Rod Brownlowia Roxb.
            - Rod Grewia L.
            - Rod Neotessmannia Burret
            - Rod Tilia L.
            - Rod Triumfetta L.
            - Rod Mollia J.F.Gmel.

        - Red Nepenthales Lindl., 1833
          - Porodica Droseraceae Salisbury, 1808
            - Rod Drosophyllum Link
            - Rod Aldrovanda L.
            - Rod Drosera L.
            - Rod Dionaea Ellis

          - Porodica Nepenthaceae Dumort., 1829
            - Rod Nepenthes L.

          - Porodica Sarraceniaceae Dumort., 1829
            - Rod Darlingtonia Torr.
            - Rod Heliamphora Benth.
            - Rod Sarracenia L.

        - Red Primulales Lindl., 1833
          - Porodica Myrsinaceae R. Br., 1810
            - Rod Ardisia Sw.
            - Rod Embelia Burm.f.
            - Rod Aegiceras Gaertn.
            - Rod Myrsine L.
            - Rod Rapanea Aubl.
            - Rod Maesa Forssk.

          - Porodica Primulaceae Ventenat, 1799
            - Rod Coris L.
            - Rod Androsace L.
            - Rod Dodecatheon L.
            - Rod Cyclamen L.
            - Rod Glaux L.
            - Rod Hottonia L.
            - Rod Samolus L.
            - Rod Primula L.
            - Rod Pelletiera A.St.-Hil.
            - Rod Lysimachia L.

          - Porodica Theophrastaceae Link, 1829
            - Rod Clavija Ruiz & Pav.
            - Rod Deherainia Decne.
            - Rod Jacquinia L.
            - Rod Theophrasta L.

        - Red Salicales Lindl., 1833
          - Porodica Salicaceae Mirbel, 1815
            - Rod Salix L.
            - Rod Populus L.

        - Red Theales Lindl., 1833
          - Porodica Actinidiaceae Hutch., 1926
            - Rod Actinidia Lindl.
            - Rod Clematoclethra (Franch.) Maxim.
            - Rod Saurauia Willd.

          - Porodica Caryocaraceae Voigt, 1845
            - Rod Anthodiscus G.Mey.
            - Rod Caryocar L.

          - Porodica Clusiaceae Lindl., 1826
            - Rod Mammea L.
            - Rod Garcinia L.
            - Rod Clusia L.
            - Rod Hypericum L.

          - Porodica Dipterocarpaceae Blume, 1825
            - Rod Dipterocarpus C.F.Gaertn.
            - Rod Shorea Roxb. ex C.F.Gaertn.

          - Porodica Elatinaceae Dumort., 1829
            - Rod Bergia L.
            - Rod Elatine L.

          - Porodica Marcgraviaceae Choisy, 1824
            - Rod Caracasia Szyszyl.
            - Rod Ruyschia Jacq.
            - Rod Norantea Aubl.
            - Rod Marcgravia L.
            - Rod Souroubea Aubl.

          - Porodica Medusagynaceae Engl. & Gilg, 1924
            - Rod Medusagyne Baker

          - Porodica Ochnaceae DC., 1811
            - Rod Ouratea Aubl.
            - Rod Ochna L.
            - Rod Strasburgeria Baill.
            - Rod Lophira Banks ex C.F.Gaertn.
            - Rod Rhytidanthera (Planch.) Tiegh.

          - Porodica Oncothecaceae Airy Shaw, 1965
            - Rod Oncotheca Baill.

          - Porodica Paracryphiaceae Airy Shaw, 1965
            - Rod Paracryphia Baker f.

          - Porodica Pellicieraceae Beauvisage, 1920
            - Rod Pelliciera Planch. & Triana ex Benth.

          - Porodica Pentaphylacaceae Engl. & Prantl, 1897
            - Rod Pentaphylax Gardner & Champ.

          - Porodica Quiinaceae Choisy ex Engl., 1888
            - Rod Froesia Pires
            - Rod Quiina Aubl.
            - Rod Touroulia Aubl.
            - Rod Lacunaria Ducke

          - Porodica Sarcolaenaceae Caruel, 1881
            - Rod Leptolaena Thouars
            - Rod Sarcolaena Thouars

          - Porodica Scytopetalaceae Engl., 1897
            - Rod Scytopetalum Pierre ex Engl.

          - Porodica Sphaerosepalaceae Van Tieghem, 1900
            - Rod Dialyceras Capuron
            - Rod Rhopalocarpus Teijsm. & Binn. ex Miq.

          - Porodica Tetrameristaceae Hutch., 1959
            - Rod Tetramerista Miq.
            - Rod Pentamerista Maguire

          - Porodica Theaceae D. Don, 1825
            - Rod Anneslea Wall.
            - Rod Franklinia W.Bartram ex Marshall
            - Rod Eurya Thunb.
            - Rod Camellia L.
            - Rod Visnea L.f.
            - Rod Asteropeia Thouars
            - Rod Laplacea Kunth
            - Rod Kielmeyera Mart.
            - Rod Ternstroemia Mutis ex L.f.
            - Rod Piquetia N.E.Br.
            - Rod Neotatea Maguire
            - Rod Ploiarium Korth.

        - Red Violales Lindl., 1833
          - Porodica Achariaceae Harms, 1897
            - Rod Ceratiosicyos Nees
            - Rod Guthriea Bolus
            - Rod Acharia Thunb.

          - Porodica Ancistrocladaceae Walpers, 1851
            - Rod Ancistrocladus Wall.

          - Porodica Begoniaceae C. A. Agardh, 1825
            - Rod Begoniella Oliv.
            - Rod Begonia L.

          - Porodica Bixaceae Link, 1831
            - Rod Amoreuxia Moc. & Sesse ex DC.
            - Rod Bixa L.
            - Rod Cochlospermum Kunth

          - Porodica Caricaceae Dumort., 1829
            - Rod Carica L.
            - Rod Jacaratia A.DC.
            - Rod Jarilla I.M.Johnst.
            - Rod Cylicomorpha Urb.

          - Porodica Cistaceae Juss., 1789
            - Rod Cistus L.
            - Rod Fumana (Dunal) Spach
            - Rod Helianthemum Mill.
            - Rod Lechea L.

          - Porodica Cucurbitaceae Juss., 1789
            - Rod Cucurbita L., 1753
            - Rod Cyclanthera Schrad., 1831
            - Rod Cucumis L., 1753
            - Rod Citrullus Schrad. ex Eckl. & Zeyh., 1836
            - Rod Echinocystis Torr. & A.Gray, 1840
            - Rod Telfairia Hook.
            - Rod Lagenaria Ser., 1825
            - Rod Luffa Mill., 1754

          - Porodica Datiscaceae Lindl., 1830
            - Rod Datisca L.
            - Rod Tetrameles R.Br.
            - Rod Octomeles Miq.

          - Porodica Dioncophyllaceae Airy Shaw, 1952
            - Rod Habropetalum Airy Shaw
            - Rod Dioncophyllum Baill.
            - Rod Triphyophyllum Airy Shaw

          - Porodica Flacourtiaceae DC., 1824
            - Rod Xylosma G.Forst.
            - Rod Casearia Jacq.
            - Rod Homalium Jacq.
            - Rod Hasseltia Kunth
            - Rod Azara Ruiz & Pav.
            - Rod Aphloia (DC.) Benn.
            - Rod Idesia Scop.
            - Rod Macrohasseltia L.O.Williams
            - Rod Pleuranthodendron L.O.Williams
            - Rod Muntingia L.
            - Rod Hydnocarpus Gaertn.
            - Rod Trichostephanus Gilg
            - Rod Kiggelaria L.
            - Rod Prockia P.Browne ex L.
            - Rod Soyauxia Oliv.

          - Porodica Fouquieriaceae DC., 1828
            - Rod Fouquieria Kunth

          - Porodica Frankeniaceae S. F. Gray, 1821
            - Rod Anthobryum Phil.
            - Rod Frankenia L.
            - Rod Hypericopsis Boiss.

          - Porodica Hoplestigmataceae Gilg, 1924
            - Rod Hoplestigma Pierre

          - Porodica Huaceae Chevalier, 1947
            - Rod Afrostyrax Perkins & Gilg
            - Rod Hua Pierre ex De Wild.

          - Porodica Lacistemataceae Martius, 1826
            - Rod Lacistema Sw.
            - Rod Lozania S.Mutis ex Caldas

          - Porodica Loasaceae Dumort., 1822
            - Rod Caiophora C.Presl
            - Rod Mentzelia L.
            - Rod Loasa Adans.
            - Rod Fissenia Endl.

          - Porodica Malesherbiaceae D. Don, 1827
            - Rod Malesherbia Ruiz & Pav.

          - Porodica Passifloraceae Juss. ex Kunth, 1817
            - Rod Adenia Forssk.
            - Rod Androsiphonia Stapf
            - Rod Barteria Hook.f.
            - Rod Deidamia Noronha ex Thouars
            - Rod Crossostemma Planch. ex Benth.
            - Rod Paropsia Noronha ex Thouars
            - Rod Passiflora L.

          - Porodica Peridiscaceae Kuhlmann, 1950
            - Rod Whittonia Sandwith
            - Rod Peridiscus Benth.

          - Porodica Scyphostegiaceae Hutch., 1926
            - Rod Scyphostegia Stapf

          - Porodica Stachyuraceae J. G. Agardh, 1858
            - Rod Stachyurus Siebold & Zucc.

          - Porodica Tamaricaceae Link, 1821
            - Rod Myricaria Desv.
            - Rod Tamarix L.
            - Rod Reaumuria L.

          - Porodica Turneraceae DC., 1828
            - Rod Erblichia Seem.
            - Rod Turnera L.
            - Rod Piriqueta Aubl.

          - Porodica Violaceae Batsch, 1802
            - Rod Viola L.
            - Rod Hybanthus Jacq.
            - Rod Rinorea Aubl.
            - Rod Leonia Ruiz & Pav.